# Gabriele Zuna-Kratky
Gabriele Zuna-Kratky (* 8. September 1957 in Wien) ist eine österreichische Kulturmanagerin und Museumsleiterin.

## Leben
Gabriele Zuna-Kratky war anfangs Lehrerin am Polytechnischen Lehrgang in Wien. Nach ihrer Promotion zum Doktor der Philosophie an der Universität Wien wechselte sie in den Verwaltungsdienst des österreichischen Bildungsministeriums und war im Bereich des Schulfernsehens und der Medienerziehung tätig.
1997 wurde sie zur Direktorin der Österreichischen Phonothek. Ab 2000 leitete sie als Direktorin des Technischen Museums Wien bis Dezember 2019.
Bis Oktober 2016 war sie Präsidentin von EcoAustria, in dieser Funktion folgte ihr Josef Moser nach.
Zuna-Kratky war mit dem im Juli 2025 verstorbenen ehemaligen Aufsichtsratsvorsitzenden der ASFINAG und Wirtschaftsanwalt Eduard Saxinger verheiratet.

## Auszeichnungen (Auswahl)
- 2020: Käthe-Leichter-Preis[5]